# 890

890(팔백구십)은 889보다 크고 891보다 작은 자연수다.

## 수학
- 합성수로, 그 약수는 1, 2, 5, 10, 89, 178, 445, 890이다. 진약수의 합은 730이므로, 890은 부족수다.
- {\displaystyle 890=211+223+227+229}
  - 연속하는 네 소수(素數)의 합으로 나타낼 수 있으며 이 성질을 지닌 앞의 수는 860, 다음 수는 912이다.
- {\displaystyle 890=19^{2}+23^{2}}
  - 연속하는 두 소수(素數)의 제곱합으로 나타낼 수 있으며, 이 성질을 지닌 앞의 수는 650, 다음 수는 1370이다.
  - 4번째 사촌 소수쌍의 제곱합이다. 이 성질을 지닌 앞의 수는 458, 다음 수는 3050이다.

## 과학·기술
- NGC 890(영어판): 삼각형자리 방향에 있는 렌즈형은하.
- 890 발트라우트(영어판): 소행성.
- KTM 890 어드벤처(영어판): 오스트레일리아 KTM의 모터사이클.

## 교통
- 주간고속도로 제890호선(영어판): 미국의 주간고속도로.

## 군사
- 890 해군 항공대(영어판): 과거 존재한 영국의 해군 항공대.

## 문화유산
- 대한민국의 보물 제890호: 주인왕호국반야경 권1~4

## 기타
- 연도: 890년, 기원전 890년
- 890년대
- 한국십진분류법에서 아시아, 영미권, 독일, 프랑스, 스페인, 포르투갈, 이탈리아를 제외한 기타 국가의 문학에 관한 책들이 분류되는 번호.